# Rimae Janssen
Le Rimae Janssen sono una struttura geologica della superficie della Luna.